# Tjockholmen
Tjockholmen var en svensk dokusåpa som sändes i två säsonger, 2003 och 2004, på Kanal 5. Serien kretsade kring fem överviktiga som med hjälp av dels utbildade läkare, dietister, tränare och terapeuter, dels personliga stödpersoner går ner i vikt. Serien spelades in på en ö norr om Stockholm och skilde sig från många andra dokusåpor genom att inte innehålla något utröstningsmoment, utan att fokusera på framgångarna i hela gruppen. Premiärprogrammet sågs av 445 000 personer, vilket gör att programmet var ett av Kanal 5:s mest sedda. Priset till den person som bäst tagit till sig handledarnas råd var 150 000 kronor.
Bland de medverkande fanns den personlige tränaren Lasse Gustafsson, kostrådgivaren Susanne Dalsätt, leg. läkaren Göran Thingwall och coachen Jonas Gåde. Gåde skrev senare boken "Tjockholmsbibeln" som kom ut på Bonniers förlag.
Arbetsnamnet på Tjockholmen var "Ett lättare liv". Programidén liknar den brittiska dokusåpan "Fat Club" som även den visades på Kanal 5.